# Zbór Świeckiego Ruchu Misyjnego „Epifania” w Szczecinie
Zbór Świeckiego Ruchu Misyjnego „Epifania” w Szczecinie – chrześcijański unitariański zbór badacki działający w Szczecinie od 1954 roku. Należy do Świeckiego Ruchu Misyjnego „Epifania”.
Siedziba zboru mieści się w kaplicy zborowej przy ul. Wawrzyniaka 7e.

## Historia
Po II wojnie światowej na ziemie odzyskane, przyjechało kilka rodzin, które 1 września 1954 roku założyły zbór. Początkowo zebrania odbywały się w prywatnym mieszkaniu przewodniczącego zboru Teodora Kozaka przy ul. Poniatowskiego. W czerwcu 1958 roku zbór został zalegalizowany przez władze miejskie. 12 czerwca 1963 roku zbór otrzymał do użytkowania salę modlitw przy ul. Wawrzyniaka 7e, która 28 czerwca 1971 roku przeszła na własność Świeckiego Ruchu Misyjnego „Epifania”. W 2015 roku zbór liczył około 30 ochrzczonych osób.